# Louis-Marie Aubert du Petit-Thouars
Pour les articles homonymes, voir Aubert du Petit-Thouars.
Louis Marie Aubert du Petit Thouars, est un botaniste français né le 5 novembre 1758 au château de Boumois près de Saumur et mort le 12 mai 1831 à Paris.

## Biographie
Il fait des études au Collège royal militaire de La Flèche. Il devait accompagner son frère Aristide à la recherche de Jean-François de La Pérouse, mais, parti après lui, il tenta inutilement de le rejoindre  à l'île de France, où il arriva trop tard et fut obligé de séjourner. En route, en 1793, il manqua de se retrouver abandonné involontairement sur l'archipel Tristan da Cunha, où il passa une nuit seul en pensant son navire parti sans lui.

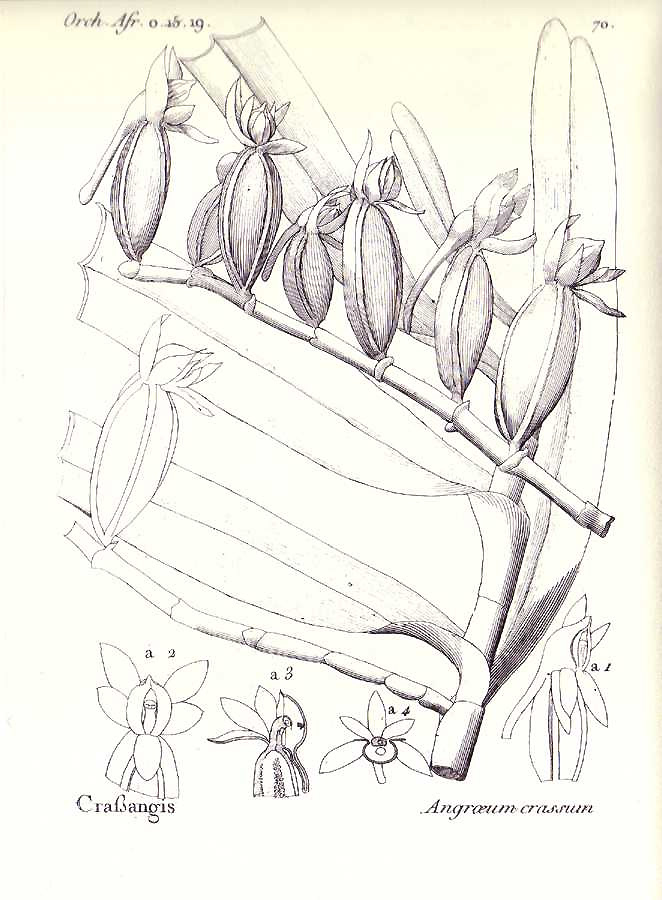
Une planche représentant Angraecum crassum dessinée par Louis-Marie Aubert du Petit-Thouars.

Bloqué dans le sud-ouest de l'océan Indien par les circonstances, il étudia la flore de la région. Pendant cette période, il reçut la visite de l'expédition Baudin et conduisit pour ses membres une herborisation trois jours après leur arrivée pour une escale de quelques jours. Membre du voyage d'exploration scientifique, Jean-Baptiste Bory de Saint-Vincent y participa et se lia d'amitié avec le commissaire civil du gouvernement Joseph Pierre Leboux-Dumorier à cette occasion.
Après l'île de France, il passa ainsi quelques mois à Madagascar avant de visiter à nouveau les îles Mascareignes adjacentes. Il revient en France en 1802 avec un herbier de 2 000 planches et de 600 dessins.
Il publia en 1804 son Histoire des végétaux recueillis dans les îles de France, de Bourbon et de Madagascar où 55 espèces ainsi qu'une clef de détermination sont brièvement décrites. Il fut admis cette même année à l'Académie des sciences le 10 avril 1820.
À partir de 1806, il dirige la Pépinière du Roule. Outre l'ouvrage déjà cité, il publie plusieurs écrits sur la botanique et l'agriculture : il soutient à l'Académie des sciences, sur la formation des couches du bois, une théorie célèbre, qui est vivement débattue.
Pierre Flourens a prononcé son Éloge à l'Institut de France. Une allée du jardin botanique de Pamplemousses à l'île Maurice lui est dédiée.

## Famille
- Georges Aubert du Petit-Thouars (1677-1762)
  - Louis Henri Georges Aubert de Saint-Georges, seigneur du Petit-Thouars (1724-1794), commandant de la ville et du château de Saumur, marié en 1753 à Marie Anne Jeanne Desmé du Buisson (1738-1768)
    - Georges Aubert du Petit-Thouars (1757-1835), capitaine au régiment du roi, marié en 1782 avec Anne Barthélémy de Lange
      - Georges Aubert du Petit-Thouars (1784-1871), maire de Loudun, marié en 1808 Louise M Thérèse Belgrand, fille du général Belgrand de Vaubois

  - Gilles Aubert du Petit-Thouars (1727-1770), marié à Marie Gohin de Boumois,
    - Louis-Marie Aubert du Petit-Thouars (1758-1831),
    - Aristide Aubert du Petit-Thouars (1760-1798), capitaine de vaisseau
    - Perpetue Aubert du Petit-Thouars (1765-1805), mariée en 1791 avec Nicolas Bergasse

  - Antoine-Augustin-Marie-Anne-Joseph Aubert de Saint-Georges du Petit-Thouars (1732-1802), marié à Marie Louise de Saint-Martin,
    - Georges Auguste du Petit-Thouars (1766-1816),
    - Abel Ferdinand Aubert du Petit-Thouars (1769-1829), aide de camp du général Vignolle, puis sous-préfet de Saint-Malo, de Chinon, marié à Marie Bénard,
      - Abel Aubert du Petit-Thouars (1793-1864), vice-amiral, député
      - Georges Armand Aubert du Petit-Thouars (1795-1828)
      - Sidonie Aubert du Petit-Thouars (1811- ), mariée à Paul Joseph Bergasse (1801-1852), d'où
        - Abel Bergasse Dupetit-Thouars (1832-1890), vice-amiral

    - Martine Aubert du Petit-Thouars (1772-1795)